# Laura Cristina Pires Lima
Laura Cristina Pires Lima (1981) es una bióloga, taxónoma, botánica, geobotánica, curadora, y profesora brasileña.

## Biografía
En 2003, obtuvo la licenciatura en ciencias biológicas por la Universidad Federal de Mato Grosso del Sud; un máster en botánica supervisada por la Dra. Flávia Cristina Pinto Garcia (1965), defendiendo la tesis "Leguminosae Adans. nas Florestas Estacionais do Parque Estadual do Itacolomi, Minas Gerais, Brasil" Archivado el 24 de septiembre de 2015 en Wayback Machine., por la Universidad Federal de Viçosa (2006) y el doctorado en biología vegetal, por la Universidad Estadual de Feira de Santana (2012). Toda su formación la obtuvo bajo una beca del Consejo Nacional de Desarrollo Científico y Tecnológico.
Posee formación posdoctoral por el Programa CAPES-PNADB de la Universidad Estatal de Feira de Santana (2012) y ha desarrollado un proyecto para el programa Científico Regional CNPq-Fundect en la Universidad Federal de Mato Grosso do Sul (2014). Actualmente es profesora asistente en la Universidad Federal de Integración Latinoamericana - UNILA en Foz do Iguaçu Paraná. Tiene experiencia en el área de botánica, que actúa sobre los siguientes temas: florística y taxonomía de Leguminosae, Flora de Brasil: filogenia de los géneros Aeschynomene y Desmodium, con énfasis en la región neotropical, y biogeografía de las leguminosas centradas en el Chaco.
Es autora en la identificación y nombramiento de nuevas especies para la ciencia, a abril de 2015, de 3 nuevas especies, especialmente de la familia Fabaceae, y en especial del género Desmodium (véase más abajo el vínculo a IPNI).

## Algunas publicaciones
- LIMA, L. C. P.; QUEIROZ, L. P.; TOZZI, A.M.G.A; LEWIS, G. P. 2014. A Taxonomic Revision of Desmodium (Leguminosae, Papilionoideae) in Brazil. Phytotaxa: a rapid international journal for accelerating the publication of botanical taxonomy 169: 1-119

- DUTRA, V. F.; LIMA, L. C. P.; GARCIA, F. C. P.; LIMA, H. C. de; SARTORI, Â. L. B. 2014. Geographic distribution patterns of Leguminosae and their relevance for the conservation of the Itacolomi State Park, Minas Gerais, Brazil. Biota Neotropica (edición en portugués, en línea) 14: 1-15

- LIMA, L. C. P.; VANNI, R.O.; QUEIROZ, L. P.; TOZZI, A.M.G.A. 2012. An overlooked new species of Desmodium (Fabaceae, Papilionoideae) from Argentina. Phytotaxa 40: 55-59

- LIMA, L. C. P.; OLIVEIRA, R. P.; GIULIETTI, A. M. 2012. Flora da Bahia: Aizoaceae. Sitientibus. Série Ciências Biológicas 12: 1-10

- TOZZI, A. M. G. A QUEIROZ, L. P. MIOTTO; L. C. P. LIMA, H. C. de SARTORI, A. L. B. MOREIRA, J. L. A. MANSANO, V .F. FLORES, A. S. KLITGAARD, B. B. VALLS, J. F. M. FORTUNATO, R. H. SEMIR, J. FORTUNA-PEREZ, A. P. MEIRELES, J. E. CARVALHO, A. M. RODRIGUES, R. S. SCIAMARELLI, A. FILLIETTAZ, A. M. SALEH, E. O. L. NEUBERT, E. E. NEVES, F. F. D. SHIMIZU, G. PRADO, L. R. SILVA, M.J. PINHEIRO, M. et al. 2012. Checklist das Spermatophyta do Estado de São Paulo, Brasil: Fabaceae-Faboideae. Biota Neotropica (edición en portugués, en línea) 11: 267-274

- LIMA, L. C. P.; QUEIROZ, L. P.; Tozzi, A.M.G.A; LEWIS, G. P. 2012. (2089) Proposal to conserve the name Hedysarum incanum Sw. against H. incanum Thunb. (Leguminosae). Taxon 61: 1122-1123

- POTT, V. J.; POTT, A.; LIMA, L. C. P.; MOREIRA, S.M.; OLIVEIRA, A. K. M. 2011. Aquatic macrophyte diversity of the Pantanal wetland and upper basin. Brazilian Journal of Biology (impreso) 71: 255-263

- LIMA, L. C. P.; GARCIA, F. C. P.; SARTORI, A. L. B. 2010. As Leguminosas Arbóreas das florestas estacionais do Parque Estadual do Itacolomi, Minas Gerais, Brasil. Rodriguésia (impreso) 61: 441-466

- SETUBAL, R.B.; LIMA, L. C. P.; GRINGS, M. 2010. Espécie campestre provavelmente extinta (Desmodium craspediferum Azevedo & Oliveira, Fabaceae) reencontrada no Rio Grande do Sul. Revista Brasileira de Biociências (en línea) 8: 342-348

- LIMA, L. C. P.; GARCIA, F. C. P.; SARTORI, A. L. B. 2007. Leguminosae nas florestas estacionais do Parque Estadual do Itacolomi, Minas Gerais, Brasil: Ervas, Arbustos, Subarbustos, Lianas e Trepadeiras (no prelo). Rodriguésia (impreso) 58: 331-358

- LIMA, L. C. P.; SARTORI, Â. L. B.; POTT, V. J. 2006. Aeschynomene L. (Leguminosae-Papilionoideae-Aeschynomeneae) no Estado de Mato Grosso do Sul, Brasil. Hoehnea (São Paulo) 33: 419-453

### Capítulos de libros
- LIMA, L. C. P.; OLIVEIRA, M. L. A. A.; TOZZI, A.M.G.A. 2010. Fabaceae: Desmodium. In: Rafaela Campostrini Forzza; Paula Leitman (orgs.) Catálogo de Plantas e Fungos do Brasil (enlace roto disponible en Internet Archive; véase el historial, la primera versión y la última).. Río de Janeiro: Andrea Jakobsson Estúdio, v. 2, p. 874-1699

- LIMA, L. C. P.; OLIVEIRA, M. L. A. A. 2010. Fabaceae: Aeschynomene. In: Rafaela Campostrini Forzza; Paula Leitman (orgs.) Catálogo de Plantas e Fungos do Brasil. 1ª ed. Río de Janeiro: Andrea Jakobsson Estúdio, v. 2, p. 874-1699

- QUEIROZ, L. P.; CARDOSO, D.B .O.S; CONCEIÇAO, A.S.; SOUZA, E.R. de; TOZZI, A.M.G.A; PEREZ, A.P.F ; SILVA, M.J.; SIMON, M.F.; MANSANO, V. F.; COSTA, J. A. S.; RODRIGUES, W.A.; LIMA, LAURA C. P.; BOCAGE, A. 2009. Leguminosae. In: Giuliett, A.M.; RAPINI, A.; ANDRADE, M.J.G.; QUEIROZ, L.C.P.; SILVA, J. M. C. (orgs.) Plantas Raras do Brasil, p. 212-237

- LIMA, H. C. de ; TOZZI, A.M.G.A; FORTUNA-PEREZ, A. P.; VA, A. M. S. F.; KLITGAARD, B. B.; CARDOSO, D. B. O. S.; FILARDI, F. R. ; GARCIA, F. C. P. ; LEWIS, G. P. ; IGANCI, J. R. V. ; MEIRELES, J. E.; LIMA, L. C. P.; QUEIROZ, L. P. et al. 2009. Leguminosae. In: João Renato Stehmann; Rafaela C. Forzza; Alexandre Salino; Marcos Sobral; Denise P. da Costa; Luciana H. Y. Kamino (orgs.) Plantas da Floresta Atlântica. Río de Janeiro: Jardim Botanico do Rio de Janeiro, v. 1, p. 1-516

### En Congresos
En X Encontro de Botânicos do Centro Oeste, Campo Grande, UFMS, 2014. v. 1
- RODRIGUES, J. J. M.; LIMA, L. C. P. ; ASSUNCAO, V. A. ; SARTORI, A. L. B. . Nova ocorrência de Bauhinia L. (Leguminosae) para o Brasil, p. 3-5
- SINANI, T. R. F.; LIMA, L. C. P.; MACEDO, F. A.; SARTORI, A. L. B. Espécies de Papilionoideae (LEGUMINOSAE) do Chaco brasileiro, pp. 6-15.

- CRISTALDO, A. C. M.; LIMA, L. C. P.; POTT, A.; BOFF, S.; CUNHA, S. A.; COSTA, L. C.. 2005. O Herbário Mato Grosso do Sul (HMS). En 56.º Congresso Nacional de Botânica, Curitiba. Conservação da Flora Brasileira.
- NUNES, G. P.; AMADOR, G. A.; RAMIRES, T.; FELISMINO, M. F.; LIMA, L. C. P. 2004. Estrutura do Estrato Arbóreo, Herbáceo e Liana da Borda e Centro de um Fragmento de Cerrado da UFMS, Campo Grande, MS. En 55.º Congresso Nacional de Botânica: Conservação, Biotecnologia, Bioprospecção, Viçosa

En 54º Congresso Nacional de Botânica, Belém -Desafios da Botânica no Novo Milênio, Inventário, Sistematização e Uso da Diversidade Vegetal
- LIMA, L. C. P.; SARTORI, Â. L. B.; POTT, V. J.; POTT, A. 2003. Distribuição Geográfica de Aeschynomene L. (Leguminosae-Papilionoideae-Aeschynomeneae) em Mato Grosso do Sul, Brasil

* POTT, V. J.; POTT, A.; LIMA, L. C. P.; SILVA, J. S. V.; ABDON, M. M. 2003. Levantamento Preliminar da Flora de Veredas em Mato Grosso do Sul, Brasil
En 53.º Congresso Nacional de Botânica e 25º Reunião Nordestina de Botânica, Recife. Biodiversidade, Conservação e Uso Sustentável da Flora Brasileira, 2002
- POTT, A.; POTT, V. J.; CUNHA, C. N.; SARTORI, Â. L. B.; SILVEIRA, E. A.; LIMA, L. C. P.; ARRUDA, É. C.; COSTA, D. C. Flora Vascular do Parque Nacional do Pantanal Mato-Grossense e RPPNs do Entorno
- LIMA, L. C. P.; SARTORI, Â. L. B.; POTT, V. J.; POTT, A. Levantamento de Aeschynomene L. (Leguminosae-Papilionoideae-Aeschynomeneae) em Mato Grosso do Sul, Brasil
- POTT, V. J.; SILVEIRA, E. A.; LIMA, L. C. P.; POTT, A. Comunidades de Macrófitas Aquáticas do Parque Nacional do Pantanal Matogrossense e Reserva Particular de Patrimônio Natural Acurizal

- LANDGREF, P. F.; VIEIRA, E. A.; FELISMINO, M. F.; LIMA, L. C. P. 2002. Morfo-Anatomia Foliar de Eugenia pitanga em resposta a intensidade luminosa. In: 54.º Congresso nacional de Botânica, 2002, Recife. Biodiversidade, Conservação e Uso Sustentável da Flora Brasileira
- LIMA, L. C. P.; POTT, V. J. 2001. Levantamento Preliminar de Aeschynomene L. (Leguminosae-Faboideae) no Estado de Mato Grosso do Sul, Brasil. In: 12º Encontro de Biólogos do CRBio-1 & 3º Encontro de Biólogos do CFBio, Campo Grande. Programas e Resumos, p. 60

- LIMA, L. C. P.; SARTORI, A. L. B.; POTT, V. J.; POTT, A. 2001. Levantamento Preliminar de Aeschynomene L. (Leguminosae- Papilionoideae- Aeschynomeneae) no Estado de Mato Grosso do Sul, Brasil. In: VI Encontro de Botânicos do Centro- Oeste, Cáceres. Sessão de painéis. Cáceres: Unemat

## Honores[4]

### Membresías
- Sociedad Botánica de Brasil[5]

### Revisora de periódicos
- 2012 - actual. Periódico: Phytotaxa (en línea)
- 2012 - actual. Periódico: Revista Brasileira de Biociências (en línea)
- 2013 - actual. Periódico: Systematic Botany
- 2013 - actual. Periódico: Biota Neotropica (edición en portugués, en línea)
- 2013 - actual. Periódico: Sitientibus. Série Ciências Biológicas
- 2014 - actual. Periódico: Revista de Biología Tropical

### Revisora de proyectos de fomento
- 2013. Proyecto: Instituto Federal de Educação, Ciência e Tecnologia da Bahia

- Portal:Biografías. Contenido relacionado con Botánica.
- Portal:Biología. Contenido relacionado con Taxonomía.